# Mosambik (ostrov)
Mosambik je malý ostrov při pobřeží stejnojmenného afrického státu. Nachází se v severní části státu, z územně-administrativního hlediska je součástí provincie Nampula. Ostrov je korálového původu, má protáhlý tvar půdorysu táhnoucí se ve směru jihozápad-severovýchod, na délku měří cca 3 km, na šířku 350 m. S pevninou je propojen 3 km dlouhým mostem.
Celý ostrov je pokryt městskou zástavbou historického koloniálního města Mosambik, které zde zbudovali Portugalci. První osadníci z Evropy se zde začali usídlovat již na začátku 16. století a zdejší opevněné město sloužilo jako obchodní přístav a zastávka při cestě lodí do Indie. Do historie města zasáhli kromě Portugalců mimo jiné také Francouzi, Arabové, Angličané a Nizozemci. Město bylo až do roku 1898 správním střediskem kolonie Portugalská východní Afrika. Pro své mnohé historické budovy byl celý ostrov v roce 1991 zapsán na seznam světového kulturního dědictví UNESCO.

## Fotogalerie

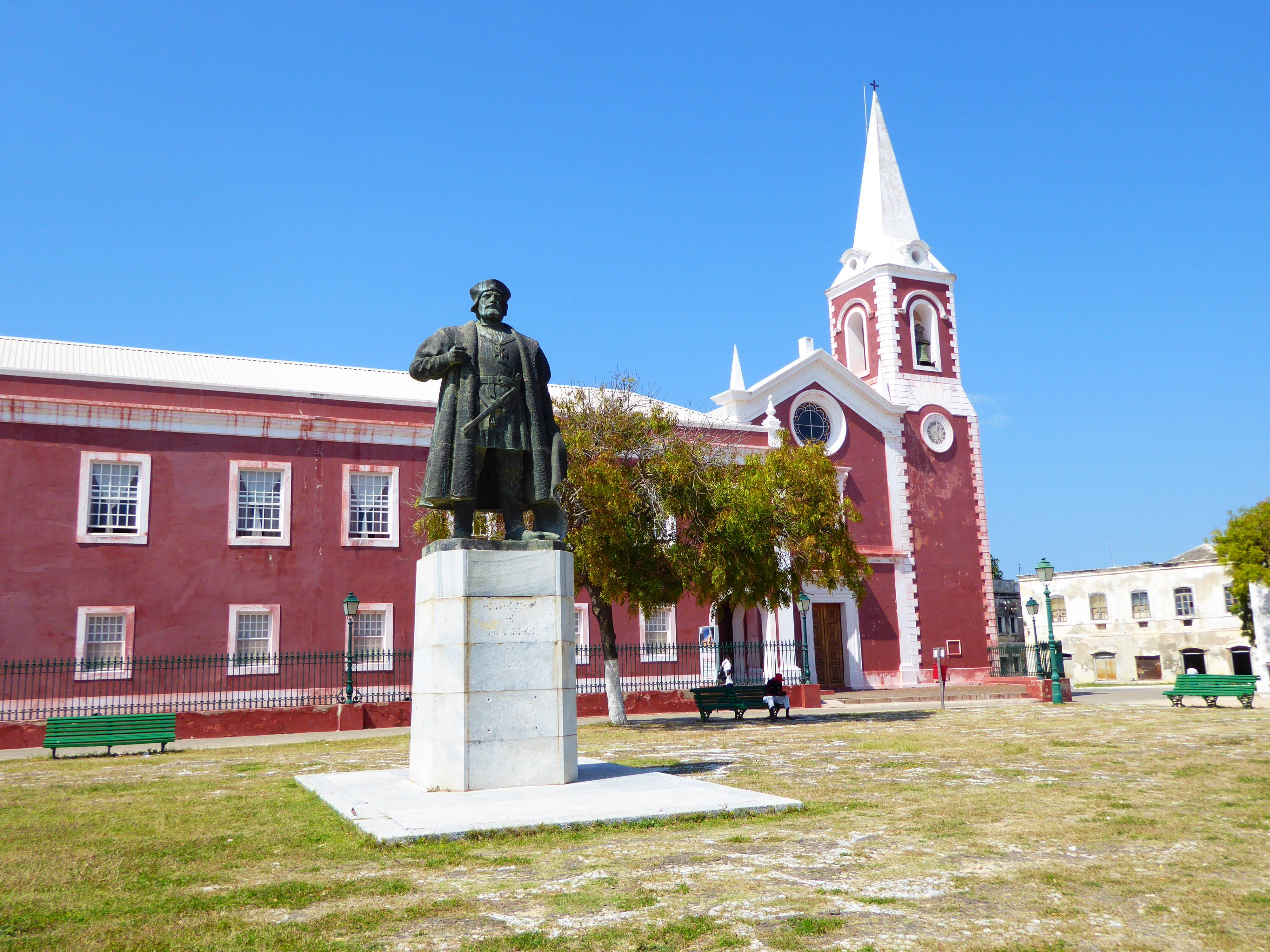
Palácio dos Capitães-Generais
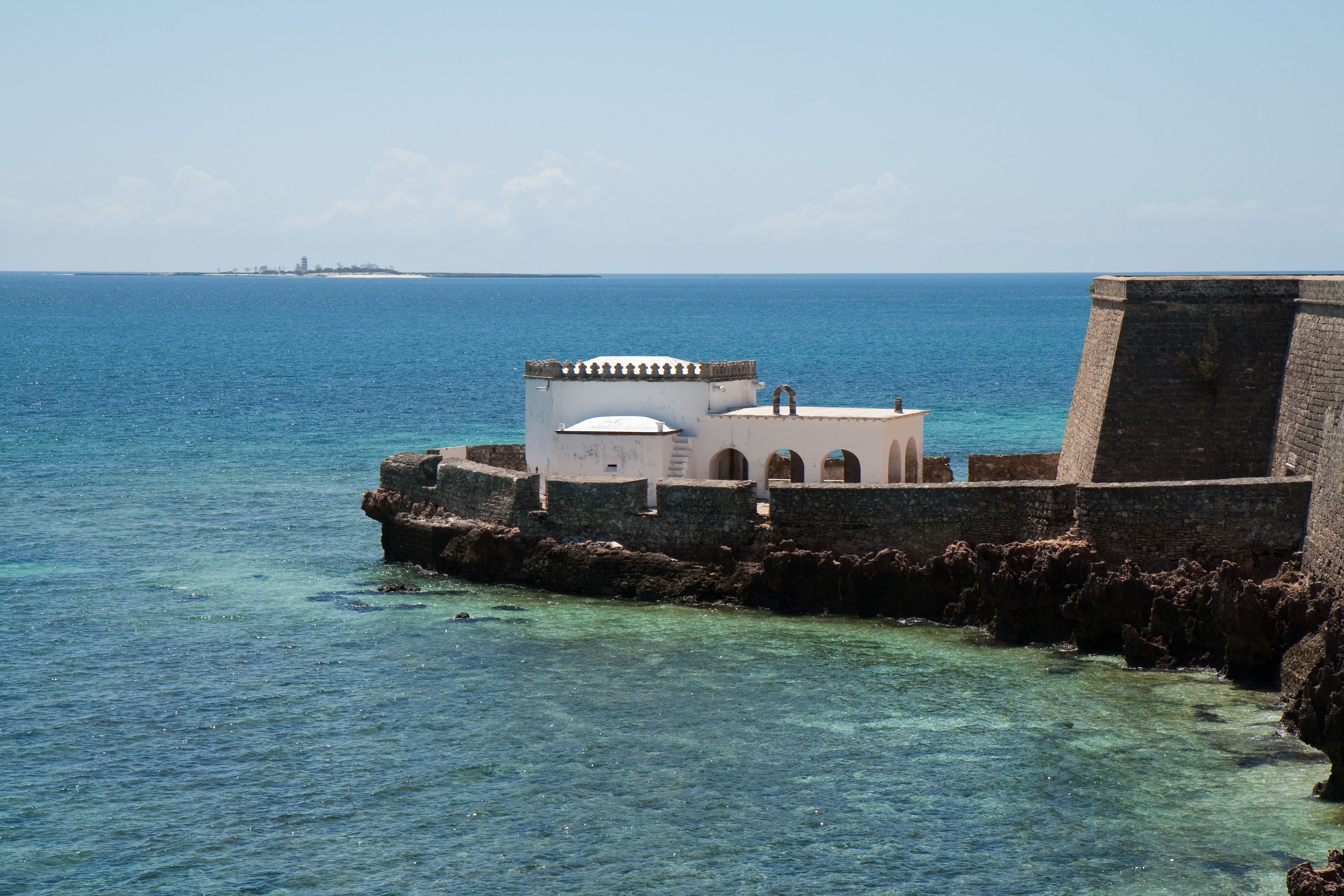
Capela de Nossa Senhora do Baluarte
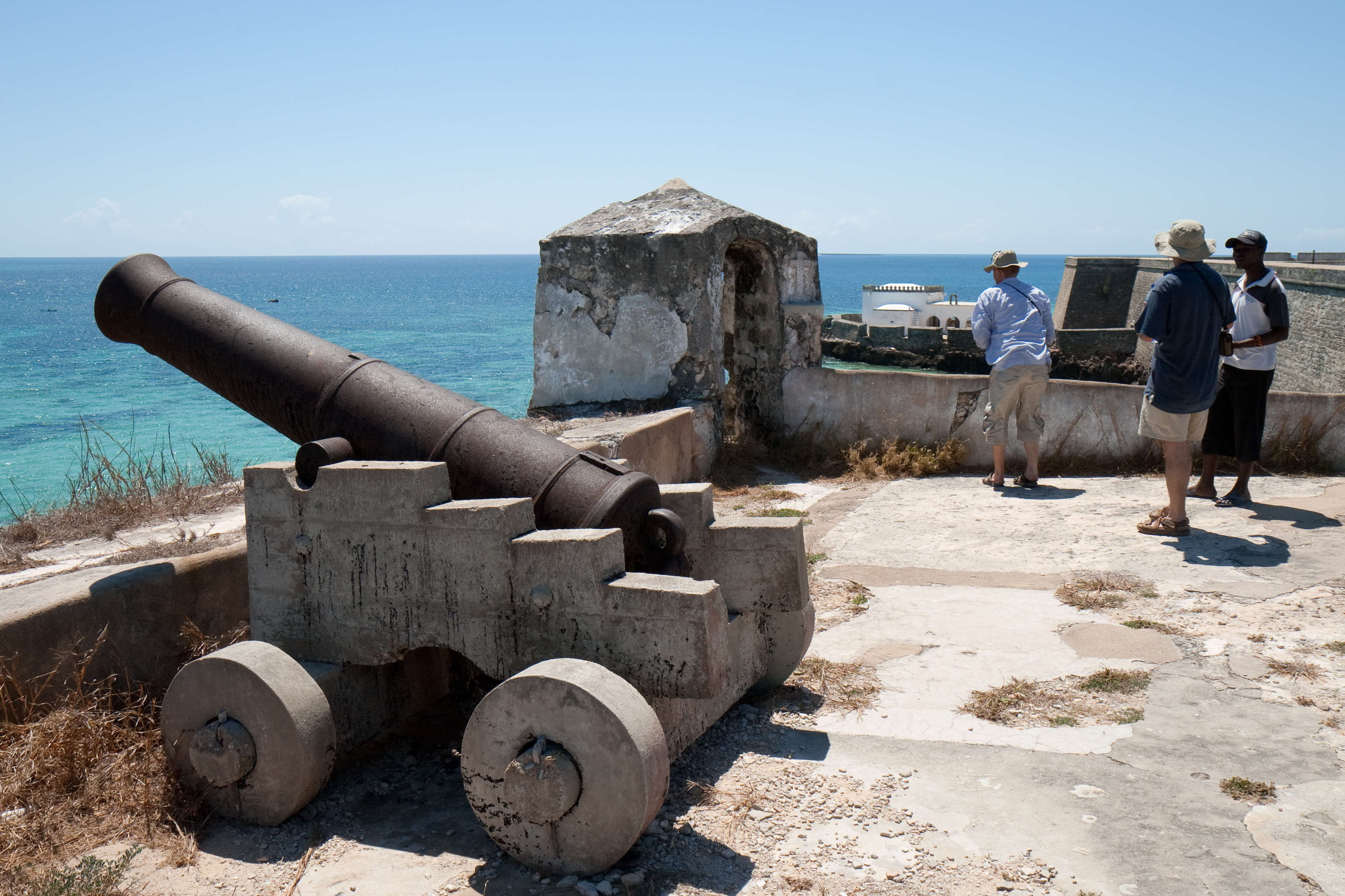
Fortaleza de São Sebastião
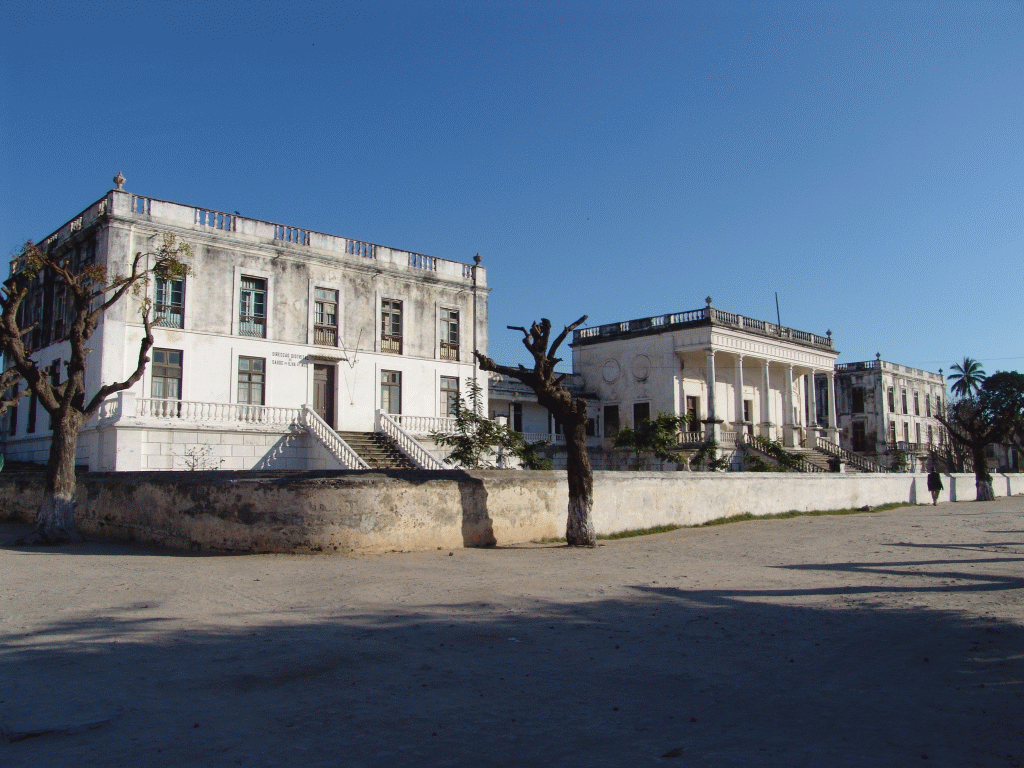
Hospital Novo